# 강호인
강호인(姜鎬人, 1957년 12월 3일 ~ , 경남 함양)은 대한민국의 제3대 국토교통부 장관을 역임한 공무원이다.

## 학력
- 1975년 대륜고등학교 졸업
- 1980년 연세대학교 경영학 학사
- 1982년 연세대학교 경영대학원 MBA
- 1991년 케임브리지 대학교 대학원 경제학 박사

## 경력
- 1980년 12월 : 제24회 행정고시 합격
- 1984년 : 경제기획원 경제기획국 종합기획과 사무관
- 경제기획원 부총리 비서실
- 경제기획원 예산실 농림해양예산과 사무관
- 경제기획원 예산실 예산정책과 사무관
- ~ 1994년 : 경제기획원 예산실 예산총괄과 사무관
- 1995년 : 재정기획원 예산실 예산총괄과 서기관
- 1996년 ~ 1997년 : 부산광역시장 경제보좌관
- 1997년 ~ 2000년 : 영국 유럽부흥개발은행 근무
- 2000년 9월 : 재정경제부 정책조정2과 과장
- 2001년 8월 : 재정경제부 경제정책국 경제분석과 과장
- 2004년 2월 : 재정경제부 경제정책국 종합정책과 과장
- 2006년 3월 : 재정경제부 국고국 재정정책심의관
- 2006년 6월 : 기획예산처 전략기획관
- 2007년 3월 : 기획예산처 재정정책기획관
- 2007년 5월 : 재정경제부 정책기획관
- 2008년 3월 : 기획재정부 공공정책국 공공혁신기획관
- 2009년 2월 ~ 2010년 : 기획재정부 공공정책국 국장
- 2010년 5월 ~ 2011년 : 기획재정부 차관보
- 2012년 5월 ~ 2013년 3월 : 제30대 조달청 청장
- 2013년 ~ 2014년 : 원전 구매제도개선위원회 위원장
- 2014년 ~ 2015년 : 서울대학교 행정대학원 초빙교수
- 2015년 11월 ~ 2017년 6월 : 국토교통부 장관
- 2020년 ~ 현재 : 법무법인(유) 율촌 상임고문
- 2021년 3월 ~ 현재 : 사단법인 안전생활실천시민연합 공동대표
- 2022년 3월 ~ 현재 : GS건설 사외이사
  - GS건설 사외이사 후보추천위원회 위원
  - GS건설 ESG위원회 위원
- 2024년 9월 ~ : 정수장학회 이사